# Physalaemus rupestris
Espèce
Statut de conservation UICN

 DD  : Données insuffisantes
Physalaemus rupestris est une espèce d'amphibiens de la famille des Leptodactylidae.

## Répartition
Cette espèce est endémique de l'État du Minas Gerais au Brésil. Elle se rencontre dans la Serra do Ibitipoca et dans la Serra Negra.

## Publication originale
- Caramaschi, Carcerelli & Feio, 1991 : A New Species of Physalaemus (Anura: Leptodactylidae) from Minas Gerais, Southeastern Brazil. Herpetologica, vol. 47, no 2, p. 148-151 (texte intégral).